# Marco Vitali
Marco Vitali (Fano, 18 de junio de 1960) fue un ciclista profesional. Profesional desde 1983 hasta 1991, su mayor éxito deportivo fue la victoria en una etapa del Giro de Italia de 1987.

## Carrera
Apodado "il svizzero" (por residir en el Canton Ticino) o "el filósofo" (al ser estudiante en la facultad de filosofía de la Universidad de Pavía), contó con importantes éxitos en su carrera y actualmente posee el mayor número de victorias (tres) en la Gran Premio de Lugano.
Se convirtió en profesional en 1983 después de terminar segundo en la liga de aficionados de Italia en 1982. En el Giro de Italia de 1987 se involucró en una larga escapada con Alexander Paganessi y Marco Giovannetti para ganar en el sprint en la meta de Riva del Garda. En el verano de 1989 corrió en diferentes carreras, llegando a ganar la "c" de la Tríptico premondiale, lo que les valió la convocatoria para el equipo nacional italiano que participaba en el Campeonato del mundo de Chambéry, donde se retiró.
Entre sus colocaciones recuerdan dos terceros puestos consecutivos (etapa 5 y 6) a la Vuelta a España] en 1984, tercer lugar en la cuarta etapa de la Tour de Romandía, un segundo lugar en la decimosexta etapa del Giro de Italia 1988.
Después de retirarse de la competición, Vitali se ha mantenido en el entorno del ciclismo, como comentarista de carreras de ciclismo para la RSI, la televisión suiza en lengua italiana.

## Palmarés
1978
- Coppa della Pace

1980
- Trofeo Amedeo Guizzi (Brescia)

1981
- Nastro d'Oro
- Meisterschaft von Zürich

1982
- Giro dei Sei Comuni (Mendrisio)
- Gran Premio de Lugano
- Gran Premio de Lancy

1985
- Classifica generale Sei giorni del sole
- Victoria de la 2ª etapa en la CRE en el Giro de Italia con el equipo Del Tongo (junto a Giuseppe Saronni, Emanuele Bombini, Roberto Ceruti, Frank Hoste, Rudy Pevenage, Luciano Loro, Maurizio Piovani y Dirk Wayenberg).

1987
- Victoria de la 17.ª etapa del Giro de Italia.

1988
- Gran Premio de Lugano

1989
2ª prueba del Gran Premio Sanson (Trittico Premondiale Veneto)
1990
Gran Premio de Lugano

## Resultados en Grandes Vueltas y Campeonato del Mundo
| Carrera                      | 1984 | 1985 | 1986 | 1987 | 1988 | 1989 | 1990 | 1991 |
| ---------------------------- | ---- | ---- | ---- | ---- | ---- | ---- | ---- | ---- |
| Giro de Italia               | -    | 31.º | 37.º | 63.º | 35.º | -    | 54.º | 37.º |
| Tour de Francia              | -    | -    | -    | -    | -    | -    | -    | -    |
| Vuelta a España              | 22.º | -    | -    | -    | -    | -    | -    | -    |
| Campeonato del Mundo en ruta | -    | -    | -    | -    | -    | Ab.  | -    | -    |